# Chris Sawyer
Chris Sawyer, född 1 januari 1967 i Dundee, är en skotsk datorspelsutvecklare, mest känd för att ha utvecklat spelen Transport Tycoon (1994-1995), Rollercoaster Tycoon (1999-2004) och Chris Sawyer's Locomotion (2004). 
Sawyer började sin karriär år 1983. Han utvecklar det mesta i sina spel på egen hand. Han gör allting utom grafik och musik.